# Рьюперус
Рьюперу́с (фр. Riupeyrous) — коммуна во Франции, находится в регионе Аквитания. Департамент — Атлантические Пиренеи. Входит в состав кантона Пе-де-Морлаас и дю Монтанерес. Округ коммуны — По.
Код INSEE коммуны — 64465.

## География

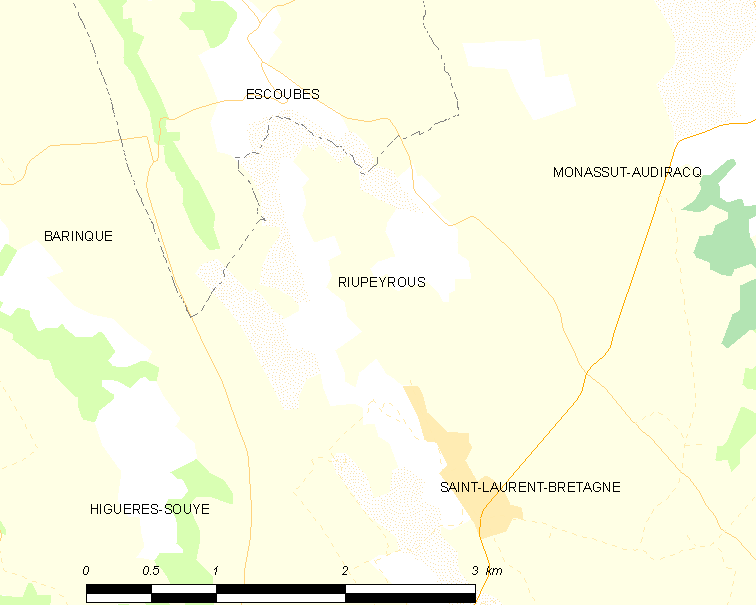
Карта коммуны

Коммуна расположена приблизительно в 640 км к югу от Парижа, в 165 км южнее Бордо, в 16 км к северо-востоку от По.

### Климат
Климат тёплый океанический. Зима мягкая, средняя температура января — от +5°С до +13°С, температуры ниже −10 °C бывают редко. Снег выпадает около 15 дней в году с ноября по апрель. Максимальная температура летом порядка 20-30 °C, выше 35 °C бывает очень редко. Количество осадков высокое, порядка 1100 мм в год. Характерна безветренная погода, сильные ветры очень редки.

## Население
Население коммуны на 2010 год составляло 162 человека.
| 1962 | 1968 | 1975 | 1982 | 1990 | 1999 | 2010 |
| ---- | ---- | ---- | ---- | ---- | ---- | ---- |
| 134  | 127  | 136  | 165  | 180  | 151  | 162  |

## Администрация
| Период | Период | Фамилия       | Партия | Примечания |
| ------ | ------ | ------------- | ------ | ---------- |
| 1995   | 2008   | Гислен Эспюиг |        |            |
| 2008   | 2020   | Альбан Лаказ  |        |            |

## Экономика
В 2010 году среди 99 человек трудоспособного возраста (15-64 лет) 74 были экономически активными, 25 — неактивными (показатель активности — 74,7 %, в 1999 году было 74,2 %). Из 74 активных жителей работали 72 человека (39 мужчин и 33 женщины), безработных было 2 (0 мужчин и 2 женщины). Среди 25 неактивных 8 человек были учениками или студентами, 10 — пенсионерами, 7 были неактивными по другим причинам.

## Достопримечательности
- Церковь Св. Марии Магдалины (XII век)[4]